# 장도 (중국)

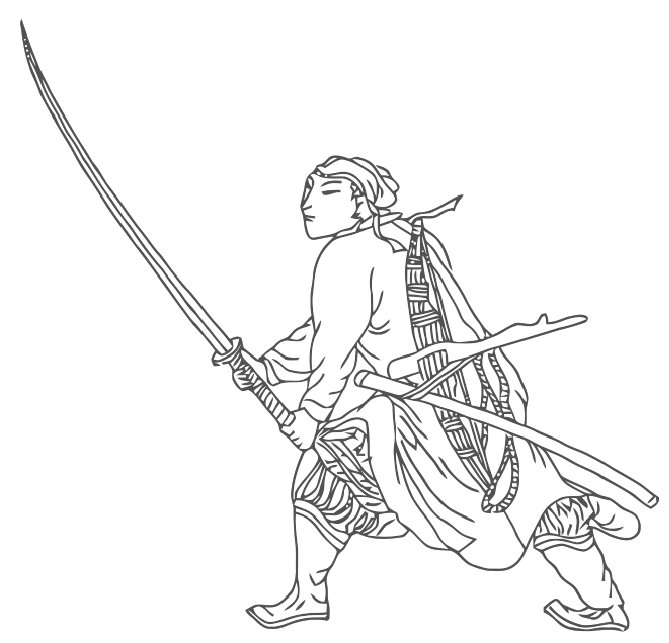
장도

장도(長刀) 또는 창다오는 명나라 왕조 시기에 기병을 상대하기 위해 만들어진 양손검으로, 묘도(苗刀)라고 불리기도 한다. 칼의 형태는 일본의 노다치와 매우 흡사하다. 이 무기는 명나라 장수 척계광에 의해 채택된 것으로, 국경을 넘어오는 몽골족을 상대하기 위해 왜구들의 전술과 무기를 습득한 후 응용하여 개량한 것이다. 이 무기는 이전까지 기병을 상대로 사용되었던 무기 참마도의 자리를 대체하였는데, 장도의 사용은 중국 전쟁사에서 사용된 표준 장검의 세 번째 교체라고 할 수 있었다. 당시 장도의 길이는 약 150cm였고, 이는 일본의 노다치에 필적하는 길이였다. 장도의 손잡이는 기효신서 시점에서는 짧은 편이었지만 시대가 지나면서 매우 길어져, 전체 길이의 3분의 1을 넘어섰으며, 일본도에 비해 칼날의 휨이 적었다. 몽골 국경에서 10만 명의 병사들을 지휘하면서, 척계광은 장도의 가벼움에 매료되어, 조총수들에게 이 무기를 사용하게 하였고, 명 말기 내내 계속해서 사용되었다. 무예제보, 단도법선, 수비록 단도편에 이 장도를 쓰는 법이 기록되어있다.

## 같이 보기
- 극
- 나가마키 (장곤)
- 나기나타 (체도)
- 참마도